# Adontomerus robustus
Adontomerus robustus är en stekelart som först beskrevs av Boucek 1969.  Adontomerus robustus ingår i släktet Adontomerus och familjen gallglanssteklar. Inga underarter finns listade i Catalogue of Life.